# Соколинский, Яков Исаакович
Яков Исаакович Соколинский — советский хозяйственный деятель, генерал-директор 3-го ранга.

## Биография
Родился в 1907 году. Член КПСС.
С 1924 года — на хозяйственной, общественной и политической работе. В 1924—1953 гг. — рабочий, слесарь, технический контролёр, заместитель начальника станции Маково, маневровый, поездной диспетчер, заместитель начальника отделения движения станции Конотоп, начальник отделения движения на станции Брянск-2, начальник службы движения Московско-Киевской железной дороги, первый заместитель начальника Виленской железной дороги, первый заместитель начальника Белостокской железной дороги, первый заместитель начальника Управления дорог центра НКПС, начальник Горьковской железной дороги, начальник Белостокской железной дороги, начальник Казанской и Горьковской железных дорог, первый заместитель начальника Главного управления движения МПС, заместитель начальника Сталинградской железной дороги, первый заместитель начальника Свердловской железной дороги, сотрудник управления регулирования вагонных парков МПС.
Умер в Москве в 1982 году.